# 孫辰
孫辰(Sun Chen,Stacey, 1985年1月1日—)，前亞洲電視藝員，2007年亞洲小姐競選總決賽季軍，就讀2008年aTV藝員訓練班。2009年離開亞視，M Square Agency Ltd.及個人工作室旗下藝人。

## 簡歷
2017年，她秋季簽約 M Square Agency Ltd. ，以半工讀形式當模特兒 (與吳芳、溫心、谷祖琳、李蘊)。
2018年，曾簽約正式加盟個人工作室旗下 (與吳芳、溫心、谷祖琳、李蘊、劉德華)

## 演出作品

### 電視劇(亞洲電視)
- 2008年：《星期日法庭》 ──懲教所之戀

### 節目主持(亞洲電視)
- 2007年：《數碼天使信息》
- 2008年：《樂壇風雲50年》 ──鄧麗君之夜
- 2009年：《鴻圖大展 牛氣沖天》宣傳片

### 音樂作品

#### 歌曲
- 2017年：信者High爆（和吳芳合唱）
- 2018年：妖怪體操第一（和吳芳合唱）

## 獎項
- 2007年亞洲小姐競選中國內地網絡賽區 ──亞軍
- 2007年亞洲小姐競選中國內地賽區 ──亞軍
- 2007年亞洲小姐競選總決賽 ──季軍

| 前任： 韓燕 | 亞洲小姐競選季軍 2007年 | 繼任： 賴琳恩 |